# اوجنیا پاولینا
اوجنیا پاولینا (به انگلیسی: Evgenia Pavlina) ژیمناست زادهٔ ۲۰ ژوئیهٔ ۱۹۷۸ میلادی اهل کشور بلاروس است.